# Apis dorsata
La abeja asiática grande o abeja gigante (Apis dorsata) es una especie de himenóptero apócrito de la familia Apidae. Mide 17–20 mm. Es una abeja melífera nativa del sudeste asiático, Indonesia y Australia.

## Distribución geográfica
El área de distribución de la abeja gigante se superpone al de la abeja pequeña Apis florea. Pakistán, quizás partes de Afganistán meridional, al oeste el subcontinente Indio, Sri Lanka, Indonesia y al este las Filipinas. Su distribución de norte a sur se extiende de la parte meridional de China a Indonesia; se encuentra en Nueva Guinea y en Australia.
Las abejas gigantes de Nepal y del Himalaya se han reclasificado recientemente, perteneciendo a otra especie de Apis laboriosa. No está todavía claro si las abejas gigantes de Sikkim y de Assam en la India norteña, la provincia occidental de Yunan en China, y norte de Birmania pertenecen a la especie Apis dorsata o a la especie Apis laboriosa, pero en el estado actual de nuestro conocimiento, es seguro considerar que todas las abejas gigantes constituyen una sola identidad taxonómica. Aunque las variaciones de menor importancia en características anatómicas, fisiológicas y del comportamiento existen entre las diversas razas geográficas de las abejas gigantes, son esencialmente similares en todas sus cualidades biológicas importantes.
Las abejas gigantes se encuentran predominante dentro de los bosques, aunque se pueden observar colonias ocasionalmente en ciudades cerca de áreas de bosque.

## Ciclo biológico
Nidifican en un único panal como Apis florea, suspendiéndolo de las ramas de árboles o acantilados. La altura de los nidos va de los tres a los veinticinco metros del suelo.
En los bosques tropicales de Tailandia, muchas colonias se suspenden en los árboles de Dipterocarpus a partir de los doce a veinticinco metros de alto: las abejas escogen esta especie árbol probablemente, como sitio de nidificación, por ser relativamente seguro, además presenta una corteza lisa y un tronco que ramifica entre los cuatro a cinco metros casi horizontalmente, esta característica hace muy difícil la incursión de los depredadores terrestres. 
No obstante, cerca de tres cuartas partes de las abejas obreras de la población se ocupa de la defensa de la colonia, al igual que Apis florea. Los pájaros son depredadores comunes de Apis dorsata; sin embargo, el gran tamaño del cuerpo de las obreras las protege eficazmente contra la invasión de las hormigas; el panal no presenta bandas de propóleo para adherirlo y protegerlo en las ramas, como si lo hace Apis florea; la disposición de las colmenas se presentan muy expuestas en las ramas grandes de estos árboles, no camuflándose con el follaje.

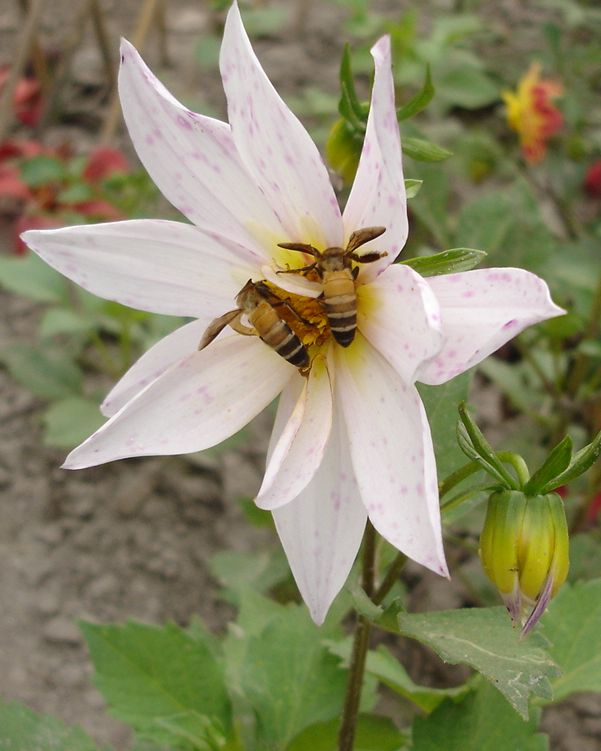
Apis dorsata recolectando polen.

Las colonias pueden estar solas en un árbol, o bien puede haber numerosas colonias, entre diez y veinte, en un gran árbol. Localmente, se denomina a estos árboles, con muchas colonias, "árbol de las abejas". En la India y Tailandia, los árboles pueden albergar hasta cien colonias en las cercanías del bosque tropical.
La colonia, de esta especie, con un único panal no presenta cresta o plataforma como en el caso de Apis florea. El panal puede tener un metro de largo. La organización del panal es similar en ambas especies de abejas: almacenan la miel operculándola, seguida por el almacenaje del polen, mientras a la cría las obreras la rucubren para darle calor. 
La parte inferior de la colonia es el área activa, la piquera por donde las abejas pecoreadoras salen y aterrizan, allí se produce la comunicación mediante la danza de las exploradoras, anunciando las fuentes de néctar halladas. La danza ocurre en la superficie vertical del panal, durante su ejecución, las abejas deben tener una vista clara del cielo para observar la localización exacta del sol. Las obreras de Apis dorsata pueden volar en la noche, cuando la luz de la luna es adecuada. Estas abejas al igual que Apis florea, no pueden desarrollar el baile a la oscuridad como Apis mellifera o Apis cerana.
En muchos lugares, la llegada de las colonias de Apis dorsata es un acontecimiento anual, ocurriendo en el final de la estación de lluvias o al principio de la estación seca, cuando varias especies de plantas nectaríferas están en la floración. Este fenómeno conduce a la especulación de que Apis dorsata tiene un patrón fijo en su ruta migratoria anual. 
Las observaciones, en el norte de Tailandia, indican que las colonias no cosechadas migran cuando agotan sus reservas de alimento, generalmente en el final de los meses del verano, en tanto, al comienzo de la estación de lluvias, Apis dorsata se ubica en las selvas.
Apis dorsata tiene una conducta defensiva muy desarrollada, atacando con ferocidad a más de cien metros de distancia de su colonia a los predadores.

## Recolectores de miel
Socialmente los árboles de la miel son muy apreciados, esta especie ha sido desde la antigüedad explotada por el hombre. En Tailandia los recolectores deben pagar cuotas para explotarlas en los bosques del estado o de los hacendados, anualmente o bianualmente.
Algunos recolectores de panales profesionales prefieren trabajar por la noche. Se usa el humo para pacificar las abejas que se cepillan del panal. El panal es cortado, puesto en una bolsa de tela que se baja a un ayudante que está en la tierra, por medio de sogas. La cosecha no se realiza sobre la totalidad de las colonias de un árbol, se dejan una cuarta parte de ellas para que reconstruyan nuevas colonias.
La reciente intensificación de esta apicultura no racional a cazar ha causado una alarma en varios países asiáticos. Hay preocupación general que el número de colonias de Apis dorsata que nidifican en Asia, proponiendo un manejo más racional de la especie, encogiendo áreas de bosque a explotar, controlando el uso de pesticida tóxicos en las granjas de cultivo, y la sobreexplotación de la abeja.

## Acariosis

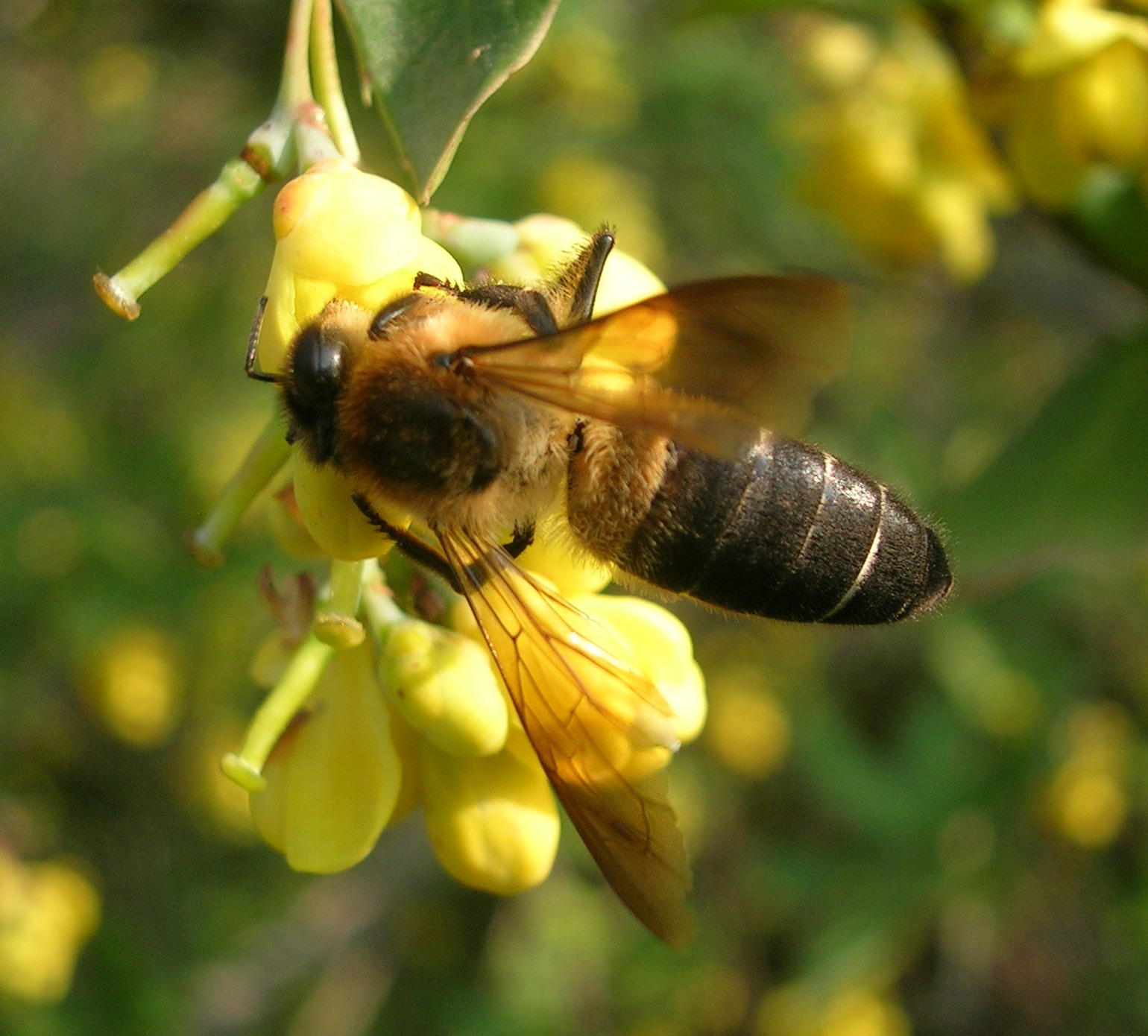
Apis laboriosa syn. Apis dorsata laboriosa en Berberis aristata, Munsiyari, distrito de Pithoragarh, Himalaya.

Los ácaros Tropilaelaps clareae y Tropilaelaps koenigerum son los causante de una enfermedad denominada tropilaelapsosis, que es poco conocida en Europa y América en virtud que su área de distribución es Asia, de Irán al noroeste de Papúa y Nueva Guinea en el sureste para T. clareae, mientras que el la especie T. koenigerum se conoce solamente en Sri Lanka y Nepal. En Kenia se informó de la aparición de T. clareae pero no se confirmó posteriormente.
Estas dos especies de ácaros parásitos tienen como huésped a la abeja asiática grande, mientras que T. clareae fue encontrado en Apis cerana, Apis florea, Apis mellifera y Apis laboriosa, mientras que T. koenigerum es parásito de Apis laboriosa y Apis dorsata. Tropilaelaps clareae puede alcanzar toda el área de distribución de Apis mellifera fácilmente si no hay barreras sanitarias.

### Fotos
- Apis dorsata in Thailand
- Panal adherido a un alero
- Árbol con colonias de Apis dorsata
- Obrera de Apis dorsata

### Otros enlaces
- Beekeeping in Asia
- Fotos de Apis dorsata

- Datos: Q840434
- Multimedia: Apis dorsata / Q840434
- Especies: Apis dorsata